# Coupe Memorial 2021
Navigation
Édition précédente Édition suivante
L'édition 2021 de la Coupe Memorial devait se disputer à Oshawa ou Sault Ste. Marie, dans la province de l'Ontario au Canada. Elle devait regrouper les champions de chacune des divisions de la Ligue canadienne de hockey (LCH) : la Ligue de hockey junior majeur du Québec (LHJMQ), la Ligue de hockey de l'Ontario (LHO) et la Ligue de hockey de l'Ouest (LHOu). La pandémie de COVID-19 qui touche le Canada force toutefois la LCH à annuler l'événement le 13 avril 2021.